# Mesudiye
Mesudiye est un petit village côtier de 700 habitants du sud-ouest de la Turquie. Il est situé sur la péninsule de Datça, entre la mer Égée et la mer Méditerranée.
Les principales ressources de la région sont la culture des amandes, des olives et la fabrication du miel. La région est également connue pour ses activités touristiques. Le village est d’ailleurs connu dans le milieu nautique pour son ponton dans la baie de Hayıtbükü.